# More than Blue
Pour plus de détails, voir Fiche technique et Distribution.
More than Blue, également connu sous le titre de A Story Sadder Than Sadness (hangul : 슬픔보다 더 슬픈 이야기; RR : Seulpeumboda Deo Seulpeun Iyagi), est un film sud-coréen réalisé par Won Tae-yeon, sorti en 2009.

## Synopsis
K et Cream sont tous les deux orphelins. K a été abandonné par sa mère lorsque son père est décédé d'un cancer et Cream a perdu ses parents dans un accident de voiture. L'un est producteur de musique, l'autre est parolière.
K tombe amoureux de Cream lorsqu'ils se concentrent pour la première fois au lycée. Mais K apprend qu'il est atteint d'un cancer et qu'il lui reste peu de temps à vivre. Il va alors tout faire pour trouver un homme bien pour Cream, un homme qui pourra s'occuper et prendre soin d'elle lorsqu'il ne sera plus de ce monde sachant que la plus grande crainte de Cream est de se retrouver seule.
Un jour, Cream lui avoue qu'elle tombée amoureuse d'un riche dentiste Cha Joo-hwan. Seulement, ce dernier est fiancé. K rencontre alors la fiancée de Cha Joo-hwan, Jenna et lui demande de rompre...

## Fiche technique
- Titre original : 슬픔보다 더 슬픈 이야기 (Seulpeumboda Deo Seulpeun Iyagi)
- Titre anglais : More than Blue
- Autres titres : A Story Sadder Than Sadness, Sadder than Sadness, Sad Sad Love
- Réalisation : Won Tae-yeon
- Scénario : Won Tae-yeon et Choi Eun-ha
- Production : Kim Jho Kwang-soo et Cha Eun-taek
- Photographie :  Seong Jeong-hoon
- Montage : Moon In-dae
- Musique : Lee Chul-wo
- Direction artistique : Jo Geun-hyeon
- Société de production : Core Contents Media, Goldenthumb
- Société de distribution : Showbox/Mediaplex (Corée du Sud), Asian Crush (États-Unis), CatchPlay (Taïwan), Digital Media Rights (États-Unis)
- Pays d'origine :  Corée du Sud
- Langue originale : coréen
- Format : Couleur - 2.35 : 1
- Dates de sortie :
  -  Corée du Sud : 12 décembre 2009
  -  Japon : 29 mai 2010

## Distribution
- Kwon Sang-woo : K
- Lee Bo-young : Cream
- Lee Beom-soo : Cha Joo-hwan
- Jeong Ae-yeon : Jenna
- Lee Han-wi : Président Kim
- Sin Hyeon-tak ... Min-Cheol
- Jeong Jun-ho : Président Im
- Lee Seung-chul : Chanteur
- Kim Jeong-seok
- Seon Ho-jin
- Parc Yeong-jin
- Ji Dae-han
- Nam Gyu-ri
- Kim Heung-gook

## Bande-originale
| No  | Titre                               | Musique            | Durée |
| --- | ----------------------------------- | ------------------ | ----- |
| 1.  | Memories                            |                    |       |
| 2.  | 슬픔보다 더 슬픈 이야기             | Kim Bum-soo        |       |
| 3.  | Sometimes                           |                    |       |
| 4.  | No One Else (그런 사람 또 없습니다) | Lee Seung-chul     |       |
| 5.  | 듣고 있나요                         | Lee Seung-chul     |       |
| 6.  | 보고싶은 얼굴                       | Nam Gyu-ri (SeeYa) |       |
| 7.  | 애수 - 블랙펄                       | Black Pearl        |       |
| 8.  | 그런 사람 또 없습니다               | Lee Seung-chul     |       |
| 9.  | Le Pleur                            |                    |       |
| 10. | Adieu                               |                    |       |

## Autour du film
- Le film est le premier film réalisé par le poète Won Tae-yeon, qui a également écrit le script.
- Le film a été réalisé sur un budget inférieur à US $2 millions et les trois principaux acteurs ont investi une partie de leur salaire dans la production.
- L'acteur Kwon Sang-woo s'est inspiré de son propre mariage. Il a déclaré : « Je pense qu'être marié me permet de réfléchir plus profondément à jouer des parties mélodramatiques ... K brave ses circonstances pour l'amour, et j'ai pensé que j'aurais pu faire la même chose si j'étais à sa place[1]. »